# 미츠다 타쿠야
미츠다 타쿠야 (満田拓也, Mitsuda Takuya, 1965년 6월 17일 ~ )는 일본의 남성 만화가로, 히로시마현 후쿠야마시 출신이다. '주간 소년 선데이'에서 주로 자신의 작품을 출판했다.
한국에서는 야구 만화 메이저 (만화)로 잘 알려져 있다.